# كريغ مكدونالد
كريغ مكدونالد (بالإنجليزية: Greig McDonald)‏ (12 مايو 1982 بدنفيرملين في المملكة المتحدة - ) هو مدرب كرة قدم ولاعب كرة قدم بريطاني في مركز الدفاع. لعب مع نادي بريتشين سيتي ونادي إيست فيف ونادي ستيرلينغ ألبيون.

## وصلات خارجية
- كريغ مكدونالد على موقع قاعدة بيانات كرة القدم.إي يو (الإنجليزية)
- كريغ مكدونالد على موقع Soccerbase.com (لاعب) (الإنجليزية)